# Cantares de José Afonso
Cantares de José Afonso é um EP de José Afonso, lançado em 1964.
A 1ª edição foi proibida, sendo este disco a 2ª edição, com a faixa "Ó Vila de Olhão" em instrumental. Neste disco, o autor demonstra já a sua posição perante a vida e a sociedade.

## Faixas
Todas as faixas escritas e compostas por José Afonso. 
| N.º | Título                           | Duração |  |
| 1.  | "Coro dos Caídos"                |         |  |
| 2.  | "Canção do Mar"                  |         |  |
| 3.  | "Maria"                          |         |  |
| 4.  | "Ó Vila de Olhão" (Instrumental) |         |  |